# Troy Coker
Pour les articles homonymes, voir Coker.
Pas d'image ? Cliquez ici

a Compétitions nationales et continentales officielles uniquement.

b Matchs officiels uniquement.
Dernière mise à jour le 6 mars 2023.
Troy Coker, né le 30 mai 1965 à Brisbane, est un ancien joueur de rugby à XV australien, qui jouait avec l'équipe d'Australie de 1987 à 1997 (27 sélections). Il jouait troisième ligne centre ou aile (1,98 m, 109 kg). Il a remporté la Coupe du monde de rugby 1991. 

## Biographie
Il a effectué son premier test match en mai 1987 contre l'équipe d'Angleterre et son dernier test match en novembre 1997 contre l'équipe d'Argentine.
Le 1er novembre 1988, il est sélectionné pour la première fois avec les Barbarians français pour jouer les Māori de Nouvelle-Zélande à Bordeaux. Les Baa-Baas s'inclinent 14 à 31.
Coker a remporté la Coupe du monde 1991 (5 matchs joués).
Il a joué deux matchs avec le XV mondial en 1992.

## Palmarès
- Vainqueur de la Coupe du monde 1991
- Nombre de matchs avec l'Australie : 27

4 en 1987, 6 en 1991, 4 en 1992, 2 en 1993, 2 en 1995, 10 en 1997